# Core Decay
Core Decay (с англ. — «Распад ядра́») — будущая компьютерная инди-игра в жанре action/RPG с видом от первого лица, которую разрабатывает Айвар Хилл и Slipgate Ironworks и издаст 3D Realms. Создатели описывают игры как «философское научно-фантастическое приключение», вдохновение для которого они черпали из классических игр 1990-х годов: Deus Ex, Descent и System Shock.

## Игровой процесс
Core Decay — это «атмосферный immersive sim». Игра проходит от первого лица и фокусируется на исследовании игрового мира для достижения целей. Игрок может взаимодействовать с неигровыми персонажами, собирать логи и сообщения, взламывать компьютерные системы и вступать в бой с врагами. Стрельба от первого лица является основной игровой механикой, хотя часто не является необходимой для прогресса. Способности игрового персонажа могут быть улучшены путём нахождения кибернетических имплантов, которые дают такие улучшения, как сопротивление урону, более мощные атаки и лучшие хакерские способности. Существует также подробная модель повреждений, которая отслеживает травмы игрового персонажа по определённым частям тела, что приводит к определённым ослабляющим эффектам, когда игрок получает урон от враждебных элементов.

## Сюжет
В будущем экологический коллапс привёл к распаду общества. Правительства уступили место власти огромных корпораций. Перед лицом вымирания появилась таинственная группа заговорщиков, цель которой — любыми способами обеспечить выживание человечества. Игра начинается с того, что персонаж игрока просыпается в холодильной камере не имея ни малейшего представления о том, что происходит, и теперь он является не только человеком, но ещё и машиной. Игрок должен исследовать опасные объекты этой теневой организации и выяснить, что они замышляют.

## Разработка
Айвар Хилл создал Core Decay как личный побочный проект, работая профессиональным разработчиком игр. Он ссылается на свою любовь к таким играм, как Descent и Deus Ex, которые послужили источником вдохновения для того, что он хотел сделать. Будучи командой из одного человека, он не мог достичь глубины таких AAA-игр, но мог позаимствовать многие элементы этих игр, такие как стили непредсказуемого сюжета игры. По мере разработки к проекту присоединялись и другие сотрудники, которые помогали с программированием игры, музыкой и артом.
Хилл выбрал Unity в качестве игрового движка в основном из-за собственного знакомства с ним, а также для обеспечения сильной мультиплатформенной поддержки. Игра разрабатывалась одновременно для PC и мобильных платформ, причём в разных версиях менялись только схемы управления. Несмотря на использование современного игрового движка, игровой мир построен с использованием моделей и текстур низкого разрешения. Это позволило создать ощущение ретро-шутера, а также задействовать небольшую команду разработчиков. От поддержки мобильных платформ впоследствии отказались, и игра разрабатывалась только для ПК.
Компания 3D Realms заключила с Хиллом партнёрское соглашение на совместную разработку и издание игры.